# Enrico di Borgogna
Enrico di Borgogna és una òpera en dos actes de Gaetano Donizetti, amb llibret de Bartolomeo Merelli, basat en Der Graf von Burgund d'August von Kotzebue. S'estrenà al Teatro San Luca de Venècia el 14 de novembre de 1818.	

## Història
Enrico di Borgogna va ser la tercera òpera de Donizetti, tot i que va ser la primera representada. El teatre de san Luca a Venècia va ser el primer escenari que la va acollir, era el 14 de novembre de 1818. Malgrat les dificultats del dia de l'estrena, el crític de la revista Nuovo osservatore veneziano va escriure sobre Donizetti que "un no pot sinó reconèixer una regular destresa i qualitat expressiva en el seu estil. És per això que el públic va demanar que el senyor Donizetti sortís a saludar pujant a l'escenari al final de l'òpera".
El dia de l'estrena hi va haver un problema amb una cantant: el personatge d'Elena havia estat escrit per a la mezzosoprano Costanza Petralia, que es va desmaiar durant l'acte primer a causa dels nervis i no va ser capaç de cantar una ària de l'acte segon, per la qual cosa va ser reemplaçada per Adelaida Catalani, una soprano debutant que no havia cantat mai abans en un escenari.
Aquell mateix octubre es va estrenar a Verona amb la companyia Zancla. Es creu que després es va representar a Bèrgam al Teatro della Società durant el carnaval de 1818 o 1819 però William Ashbrook opina que això és poc probable doncs la primera representació de l'òpera d'un compositor local hauria deixat alguna ressenya en les revistes publicades al seu temps. En el cas que hi hagués hagut una reestrena seria més probable que es fes a Màntua on es trobava la companyia de Zancla, puix que els cantants d'aquesta companyia ja coneixien la partitura.
Aquesta òpera va tornar a l'Acadèmia de Suècia Vadstena després de 192 anys des de la seva darrera representació, durant la temporada juliol/agost de 2012.

## Repartiment a l'estrena
| Personatge | Veu           | Estrena, 14 Novembre 1818 |
| ---------- | ------------- | ------------------------- |
| Brunone    | bariton       | Giuseppe Fioravanti       |
| Elisa      | mezzo-soprano | Adelina Catalani          |
| Enrico     | contralto     | Fanny Eckerlin            |
| Geltrude   | soprano       | Adelaida Cassago          |
| Guido      | tenor         |                           |
| Gilberto   | baix          | Andrea Verni              |
| Nicola     | tenor         | Pietro Verducci           |
| Pietro     | tenor         | Giuseppe Fusconi          |

## Estructura
Aquesta òpera està estructurada en dos actes, cadascun d'ells consta de tretze escenes.

## Argument
Abans de començar l'òpera, el comte de Borgonya ha estat assassinat pel seu germà el qual ha usurpat el tron. Enrico, fill del comte assassinat, només és un nadó. Dos membres de la guàrdia, Pietro i Brunone decideixen salvar el nen i emportar-se'l lluny del castell. Durant la fugida, la muller de Pietro és ferida mortalment, això fa que Brunone canviï de parer i es quedi al castell. Brunone esdevé el guarda personal del nou comte.
Època: Edat mitjana
Lloc: Borgonya

### Acte 1
Un jove pastor anomenat Nicola, i els seus amics, es troben amb el vell Pietro que està plorant davant la tomba de la seva muller, cosa que fa sovint. Els pastors intenten animar-lo. Després els pastors segueixen amb el seu camí deixant Pietro altra vegada tot sol.
Enrico, que ara és un home jove, torna de pescar; està avorrit de la senzilla vida que porta vivint a les muntanyes i expressa el seu desig de viure emocions. També expressa el seu amor per Elisa, una jove que va conèixer un dia quan ella i el seu pare feien un descans anant de viatge cap a la capital del comtat. Enrico se'n dol que ella li va prometre que tornaria a visitar-lo però han passat els dies i no ho ha fet.
Brunone arriba a la cabana de Pietro i li diu que l'usurpador és mort i que el seu fill, el feble Guido, l'ha succeït. Brunone creu que ha arribat el moment d'atacar si volen veure Enrico instal·lat al tron al qual pertany. Quan Enrico fa cap, li expliquen els fets, doncs fins aleshores havia cregut que Pietro era el seu pare, i li lliuren l'espasa del seu veritable pare. Aleshores Enrico decideix acceptar el seu destí.
Al castell, Guido i Gilberto el bufó de la cort, conversen: Guido vol saber si són certs els rumors que li han arribat que diuen que no és estimat pels ciutadans. El bufó no gosa dir-li la veritat.
Elisa està vivint al castell doncs tan bon punt la va veure, en Guido se'n va enamorar i li va demanar la mà al seu pare que, sobtadament va caure malalt i estant a punt de morir li va fer jurar a la seva filla que es casés amb Guido.
Elisa confesa a Geltrude, la dama de companyia, que sent repugnància per Guido però se sent lligada per la promesa que va fer al seu pare. Quan Guido la veu plorant li exigeix que pari doncs ha arribat el moment de complir la seva promesa. Ella li demana més temps per a passar el dol, però ell no vol esperar. L'acte acaba quan la comitiva nupcial va cap a l'església d'Arlès i arriben Enrico amb Pietro. Elisa el reconeix, es desmaia per la impressió i quan torna en si Guido l'obliga a entrar a l'església.

### Acte 2
És de nit, aprofitant un descuit Enrico ha entrat dins del castell i demana ajut al bufó per a trobar-se a soles amb Elisa. Al començament Gilberto s'hi nega per por a la ira de Guido però Enrico diu que el defensarà amb l'espasa si cal i aleshores el bufó s'hi avé.
Arriba Guido que demana que portin davant seu a Elisa. Tenen una forta discussió en què ella li expressa el seu odi i jura que mai la tindrà si no és per la força. Quan torna a la seva estança es troba amb Enrico i li explica el motiu pel qual s'ha casat. Enrico li diu que un matrimoni baix coacció no és vàlid. Tots dos es juren amor i mentre estan abraçats entra Guido, que crida a la guàrdia. Juntament amb la guàrdia entra Pietro que demana ser arrestat al seu lloc. La guàrdia s'endú tos dos a les masmorres.
Des de dins el castell se sent el soroll dels ciutadans aixecats en armes que, dirigits per Brunone, volen enderrocar Guido i posar en el seu lloc a Enrico. Guido s'adona que s'ha quedat sense suport i es lamenta de la seva sort.
L'acte acaba amb la tornada d'Enrico que dona gràcies a Pietro i als ciutadans per haver fet justícia i promet ser un bon governant.

## Enregistraments
- A Hundred Years of Italian Opera contains Enrico's Act I: Recitative and Cavatina, Elisa! Elisa! Oh! me infelice Care aurette che spiegate, cantat per Della Jones. Opera Rara ORCH103; also in The Young Donizetti Opera Rara ORR 229